# Chlorogomphus magnificus
Chlorogomphus magnificus – gatunek ważki z rodziny Chlorogomphidae.